# Пікодон
Пікодо́н (фр. Picodon) — м'який французький сир із козячого молока.

## Історія
Сир почали виробляти в передгір'ї Альп в долині річки Рона. У 1983 році Пікодон здобув сертифікат AOC. У 2005 році було вироблено 586 тонн сиру Пікодон.

## Виготовлення
Пікодон виготовляють з козячого молока з невеликою кількістю сичужних добавок. Його розливають у невеликі форми, всіяні крихітними отворами. Після попереднього висушування кальє поміщають у льох, де сир дозріває 2-4 тижні. Суворих термінів дозрівання у Пікодона немає. У молодого (2 тижні) сиру м'якоть і скоринка білого кольору, у більш витриманого сиру м'якоть стає пружною і набуває жовтого відтінку, а скориночка стає блакитною. Сир виробляють з весни до осені.
Різновиди Пікодона:
- Picodon de l'Ardèche — (40-60 г), найпоширеніший вид, із помітною кислотністю;
- Picodon de Crest — (60 г), зроблений із молока дуже високої якості, що надає йому сильніший аромат;
- Picodon du Dauphiné — як правило, продають добре дозрілим;
- Picodon de Dieulefit — (40-90 г), продають молоді і зрілі сорти;
- Picodon de la Drôme — (45 г), має солоний і солодкий аромат з низькою кислотністю;
- Picodon à l'huile d'olive — маринується в лаврі та оливковій олії.

## Опис
Головка сиру, покрита невеликим нальотом блакитної цвілі, має форму невеликого кругляка діаметром 5-8 см, товщиною 1-3 см і вагою 50-100 г. Жирність — 45%. У цього сиру солодко-солоно-кислуватий смак. Пікодон найкраще смакує до білого вина Saint Joseph blanc або ігристого солодкого мускатного Rivesaltes (Muscat de Rivesaltes).